# 下坪关帝庙
下坪关帝庙位于中国山西省运城市平陆县曹川镇下坪村。

## 保护
2016年6月6日，下坪关帝庙公布为第五批山西省文物保护单位，古建筑类，年代为元、清，编号5-109。	